# Columbus (módulo da ISS)

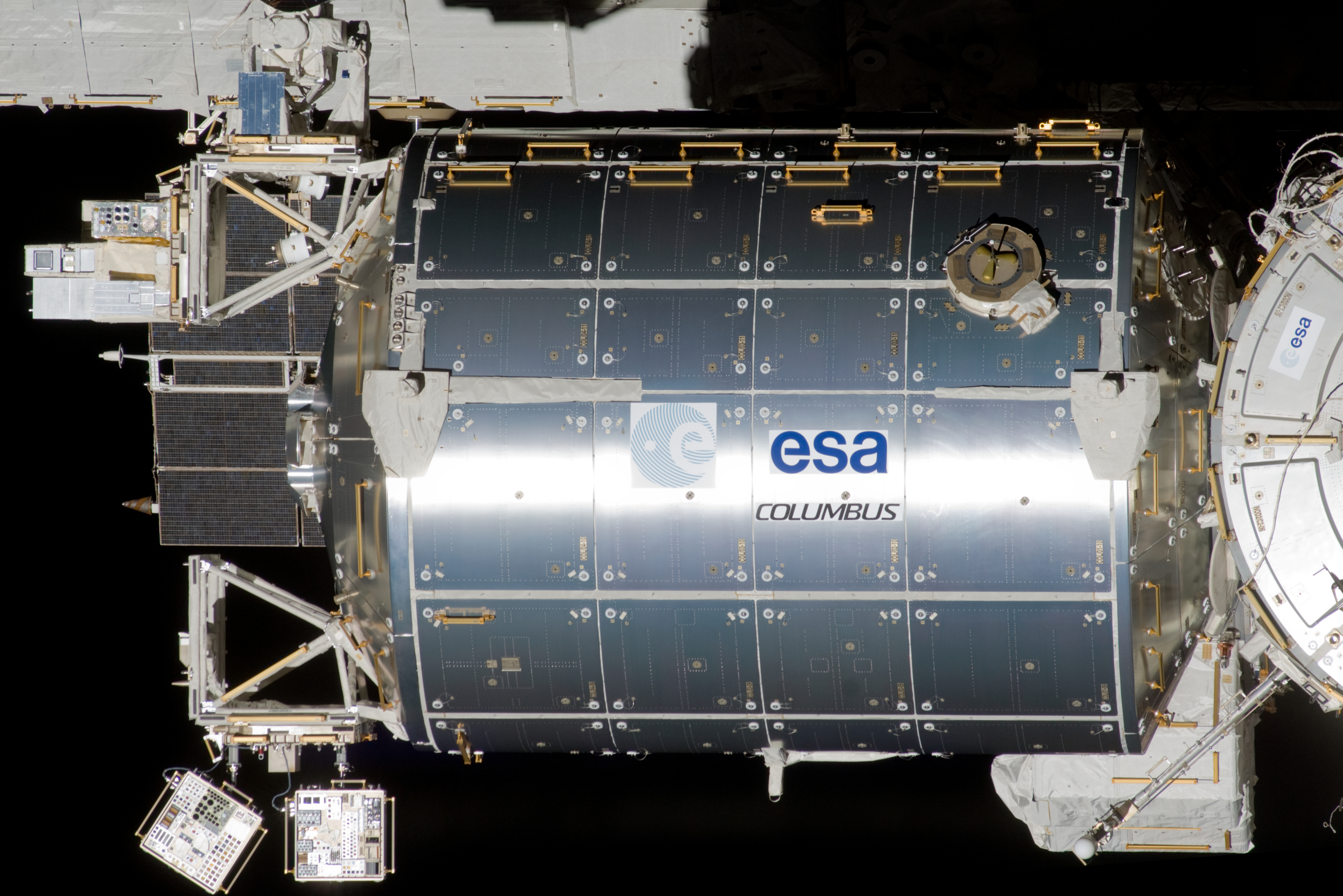
O módulo Columbus.

Columbus é um módulo e laboratório científico da Estação Espacial Internacional, lançado ao espaço em 7 de fevereiro de 2008 na missão STS-122 do ônibus espacial Atlantis. Projetado para uma vida útil de dez anos – já ultrapassada – é a maior contribuição individual feita pela Agência Espacial Europeia (ESA) à ISS. Ele foi construído, assim como os módulos Harmony e Tranquility, nas fábricas da Thales Alenia Space, em Turim, Itália. O software e o equipamento funcional foram criados e desenvolvidos pela Airbus, em Bremen, Alemanha. Ele foi todo integrado e montado em Bremen antes de ser enviado por avião ao Kennedy Space Center na Flórida, para o lançamento. O laboratório é controlado através do Columbus Control Center (COL-CC), em Munique, Alemanha.
Entre outras funções, em seu interior são realizadas experiências no campo da pesquisa multidisciplinar em ciência dos materiais, física dos fluidos e ciências da vida. Além disso, uma instalação de carga útil externa hospeda experimentos e aplicações no campo da ciência espacial, observação da Terra, biologia, bioquímica e tecnologia em geral.
A ESA investiu €1,4 bilhão de euros na construção do módulo, incluindo as experiências científicas desenvolvidas e exploradas em seu interior e a infraestrutura em Terra, como o Centro de Controle, necessária para operá-lo.

## História
O Columbus foi originalmente planejado como parte do Programa Columbus, um projeto da ESA de desenvolver uma estação espacial tripulada autônoma, que poderia ser usada para uma variedade de experiências na microgravidade. O programa existiu entre 1985 e 1991 e incluía três componentes: um estação espacial, mantida por voos do projetado ônibus espacial europeu Hermes; um Módulo Pressurizado de Acoplamento (APM) e uma Plataforma Polar (PPM). Após vários cortes de orçamento e o cancelamento do projeto Hermes, tudo que restou do programa foi o APM, rebatizado de Columbus.

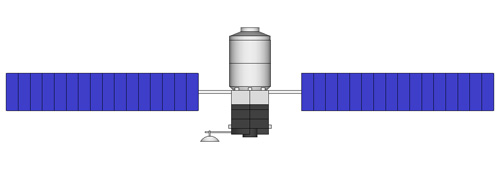
O projeto inicial de uma estação espacial Columbus, que se transformou no módulo.

Quando o APM foi o único projeto que sobrou do programa, os dois principais contribuidores dele, Alemanha e Itália, representados pela Messerschmitt-Bölkow-Blohm (MBB) e pela Thales Alenia Space, ficaram sem projetos nesta área. Como acordo, foi criado o Princípio PICA (Pre Integrated Columbus APM), significando uma responsabilidade dividida em que a Alenia, como co-operadora principal, ficaria responsável pela configuração geral da Columbus, os sistemas de suporte à vida térmicos e mecânicos, HFE, elaboração do design e fabricação, enquanto a EADS Astrium Space Transportation, como operadora principal, ficava responsável pelo transporte, design final, sistemas aviônicos incluindo softwares e todo o sistema elétrico. Com o avanço do projeto, descobriu-se que dividir responsabilidades e desenvolvimentos de engenharia de sistemas sob contratos separados com preço fixado não era vantajoso com respeito à eficiência e a tomada rápida de decisões, já que os raciocínios financeiros eram predominantes na última fase de desenvolvimento e verificação.
A estrutura usada para o Columbus foi baseada no módulo MPLM construído pela Alenia para a NASA. Em 2000, o módulo pré-integrado (incluindo arneses e tubulação) foi enviado pela empresa italiana para a Astrium em Bremen. A integração final e o teste dos sistemas foram feitos pela empresa alemã, após o quê a carga inicial foi colocada no módulo e todo o produto final checado. Em 27 de maio de 2006, o Columbus foi transportado num Airbus Beluga de Bremen para o Centro Espacial Kennedy nos Estados Unidos, onde seria alocado no ônibus espacial Atlantis. O cronograma final foi muito mais longo do que o planejado originalmente, devido a problemas de desenvolvimento (vários deles causados pela complexa responsabilidade dividida entre os dois fabricantes) e alterações posteriores de design introduzidas pela ESA, mas que acabaram sendo razoáveis devido aos problemas com o ônibus espacial – a tragédia com a STS-107 Columbia em 2003, o principal deles – que interromperam temporariamente o programa e atrasaram o lançamento do Columbus durante alguns anos.
A principal mudança no design foi a adição da External Payload Facilit (Columbus-EPF) – dois consoles idênticos em forma de L presos ao cone de estibordo de Columbus nas posições zênite (superior) e nadir (inferior), cada um suportando duas plataformas para cargas externas ou instalações de carga útil – que foi requisitada pelas diferentes organizações de carga europeias mais interessadas no espaço exterior do que em experiências internas. Também a adição de um terminal para comunicações diretas do/para o solo, que poderia ter sido usado também como reserva para o sistema ISS, foi estudada mas não implementada por razões de custo.

## Estrutura

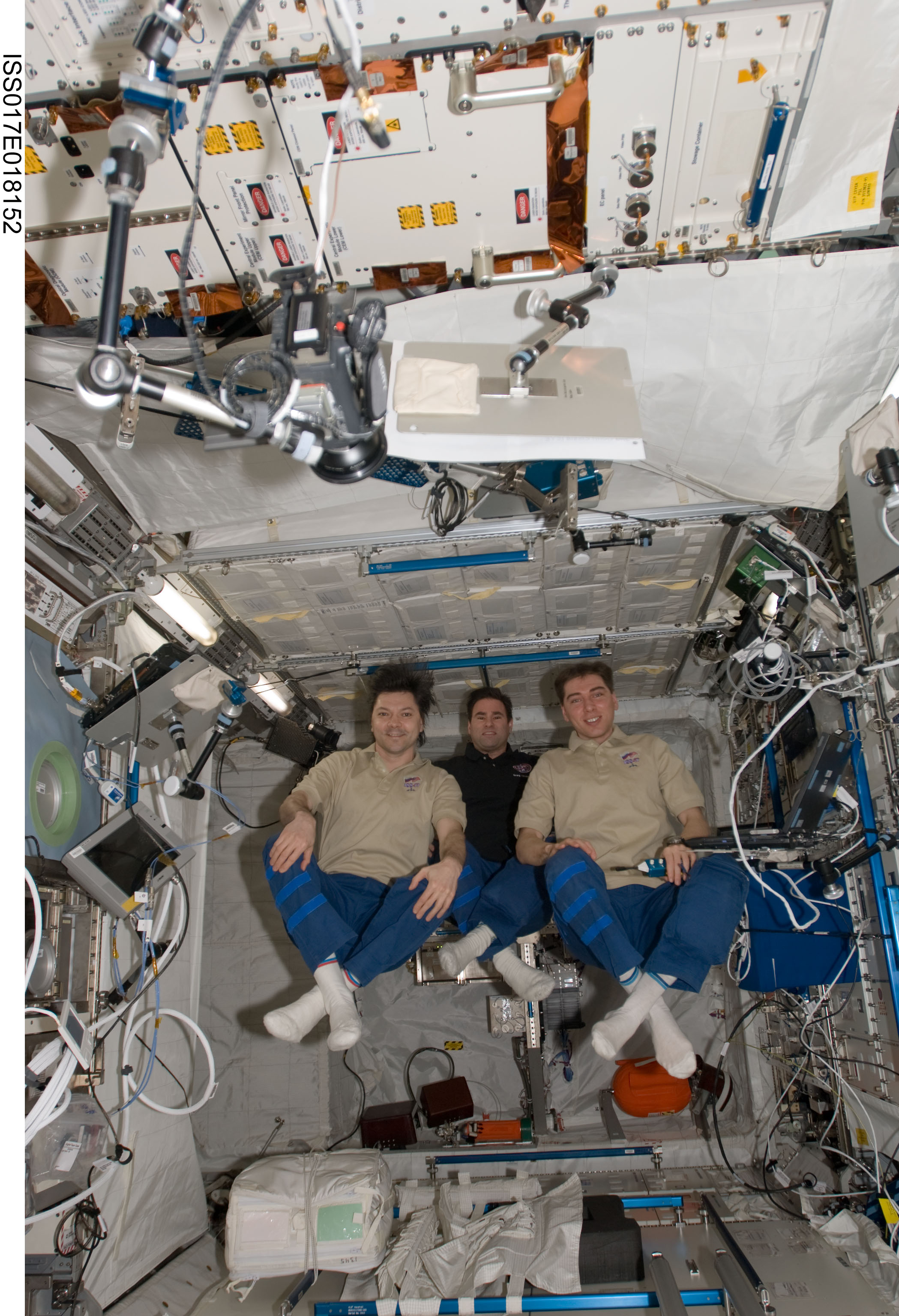
Astronautas da Expedição 17 flutuam no interior do módulo.

O laboratório tem forma cilíndrica, feito de aço inoxidável, com duas pontas em forma de cone. Tem 6,8 m de comprimento e 4,4 m de diâmetro externo, com um volume interno cúbico de 75 m³ com 25 m³ de prateleiras para carga. Massa total de 10 300 kg e capacidade total de carga de 2 500 kg. O módulo contém dez racks (tipo de prateleiras ou estantes para acomodar experiências diversas) (ISPR - International Standard Payload Racks); quatro deles estão na parte dianteira, quatro nas laterais e dois no teto. Três estão equipados com sistemas de suporte à vida e de arrefecimento de calor, e o rack restante, juntamente com os dois do teto, proporciona espaço de armazenamento. Quatro racks adicionais podem ser acoplados externamente, perto da escotilha. Sua forma é muito similar aos MPLs (Módulos de Logística Multifuncional) porque ambos foram construídos para caberem na baia de carga do ônibus espacial. O cone da extremidade à estibordo contém a maioria dos computadores de bordo do laboratório. O cone da extremidade traseira contém o mecanismo de conexão comum.

## Lançamento e acoplagem
Em novembro de 2007 o Columbus foi colocado na baia de carga da espaçonave Atlantis para a missão STS-122 que o levaria à ISS. Durante o abastecimento do tanque externo do ônibus espacial com hidrogênio líquido e oxigênio líquido, antes do lançamento marcado para 6 de dezembro, dois dos quatro sensores LH2 ECO falharam num teste. As regras da NASA estabelecem que ao menos três sensores estejam funcionando perfeitamente para que um lançamento tenha prosseguimento. Como resultado, o lançamento foi adiado em principio por 24 horas, depois revisado para 72 horas, com a nova tentativa sendo feita em 9 de dezembro. Uma nova falha de sensor ocorreu durante novo abastecimento e o lançamento foi suspenso. O conector externo dos sensores ECO nos tanques externos de combustível da nave tiveram que ser trocados, o que causou um atraso de dois meses na missão. O módulo foi finalmente lançado com sucesso em 7 de fevereiro de 2008. Depois da Atlantis ser acoplada à estação, o braço robótico canadense Canadarm2 foi acionado e removeu o Columbus da baia da espaçonave e o conectou ao porto de estibordo do módulo Harmony em 11 de fevereiro, encerrando a missão.